# Дюльтычай
Дюльтычай — река в России (Дагестан), левый приток реки Самур. Протекает по территории Рутульского района.

## География
Река Дюльтычай берёт начало из ледника расположенного на юго-восточном склоне горы Хаш-харва и впадает с левого берега в реку Самур в 175 км от устья.
Длина реки 36 км, общее падение 1460 м, площадь водосбора 202 км², средняя его высота 2820 м. В 6 км от устья река протекает через озеро, образовавшееся в 1905 году в результате обвала.

## Гидрология
Основными источниками питания реки являются талые воды сезонных снегов и ледников, а также дождевые осадки. Распределение стока в году не равномерное. Наибольшее количество воды (50-60 % годового стока) приходит в летне-осенний период (май-сентябрь).
Среднегодовой расход воды — в устье реки составляет 6,50 м³/с, максимальный 65,2, минимальный 1,32 м³/с.
Не имеет значительных притоков.